# ورم الضفيرة المشيمية
أورام الضفيرة المشيمية نوع نادر من السرطانات تحدث في أنسجة دماغية تسمى الضفيرة المشيمية. أورام الضفيرة المشيمية هي أورام غير شائعة في الجهاز العصبي المركزي تمثل 0.5-0.6% من الأورام داخل القحف لدى الأفراد من جميع الأعمار. تعد الأورام الحليمية في الضفيرة المشيمية والأورام الحليمية اللانموذجية في الضفيرة المشيمية وسرطانات الضفيرة المشيمية الدرجات الثلاثة لهذه السرطانات بحسب منظمة الصحة العالمية، على التوالي. يمثل الأطفال دون سن الخامسة 10% من حالات أورام الضفيرة المشيمية. لدى الأطفال والبالغين على التوالي، يعد البطين الجانبي والبطين الرابع موقعين شائعين، إذ تقع نحو 5% من كل أورام الضفيرة المشيمية في البطين الثالث. بالإضافة إلى المواقع الأخرى غير المعتادة مثل الزاوية المخيخية الجسرية أو ثقبة لوشكا أو برنشيمة الدماغ، يعد البطين الثالث مكانًا نادرًا لأورام الضفيرة المشيمية. تشكل الأورام الحليمية اللانموذجية في الضفيرة المشيمية وسرطانات الضفيرة المشيمية معًا نحو 25% من جميع أورام الضفيرة المشيمية. رغم الإبلاغ عن تقارير حول وجود أورام حليمية في الضفيرة المشيمية في البطين الثالث في العقد الخامس من العمر، أُبلغ عن 14% فقط من أورام الضفيرة المشيمية لدى الرضع. تشير معظم النتائج إلى أن أورام الضفيرة المشيمية تصيب الجنسين على حد سواء.

## المظاهر السريرية
تختلف الأعراض حسب حجم الورم وموقعه، وعادةً ما تشمل الصداع والغثيان والإقياء والتهيج ونقصان الطاقة. عادةً ما تظهر أورام الضفيرة المشيمية في منطقة البطين الثالث أعراضًا في وقت مبكر من العمر مقارنةً بالأورام الموجودة في الأماكن الشائعة الأخرى، وفقًا للخصائص التشريحية. تعد ضخامة الرأس واتساع الخيوط الجراحية في القحف وانتفاخ اليافوخ والنظرة اللاطوعية نحو الأسفل، والتي تُعرف غالبًا باسم علامة غروب الشمس، من الأعراض السريرية الشائعة لاستسقاء الرأس لدى الأطفال، وتكون أعراض الصداع والغثيان والإقياء واضطرابات الرؤية شائعة لدى كبار السن. في حالات نادرة، يمكن أن تسبب هذه الأورام مشاكل في الغدد الصماء أو متلازمة رأس الدمية.

## التشخيص

### التصنيف
- سرطانة الضفيرة المشيمية (درجة ثالثة تبعًا لمنظمة الصحة العالمية)
- ورم حليمي لا نموذجي في الضفيرة المشيمية (درجة ثانية تبعًا لمنظمة الصحة العالمية)
- ورم حليمي في الضفيرة المشيمية (درجة أولى تبعًا لمنظمة الصحة العالمية)

## العلاج
في جميع أورام الضفيرة المشيمية، يعد الاستئصال الجراحي الخط الأول للعلاج. يعتبر استئصال الأورام في هذه المنطقة أمرًا صعبًا ويتطلب مهارات عالية نظرًا للأبعاد الدقيقة للبطين الثالث والتشريح المعقد للأعصاب. ذكرت بضع تقارير إجراء إحداث انسداد في الشريان المغذي قبل الجراحة، ولكن هذه الطريقة صعبة وتنطوي على مخاطر تلف الأوعية الدموية أو السكتة الدماغية. يعد العلاج الكيميائي المساعد الجديد إستراتيجية بديلة تقلل من حجم الورم وتوعيته وتسهّل عملية الاستئصال الكامل. رغم وجود نتائج متضاربة، يوصى بالعلاج الكيميائي في حالات الأورام الخبيثة عالية الدرجة أو المتكررة. يعد دور العلاج المساعد الجديد في الورم الحليمي اللا نموذجي في الضفيرة المشيمية موضع الجدل الأكبر في هذا الصدد. عندما يتعذر استئصال الورم جراحيًا، يكون أفضل مسار للعلاج هو أخذ خزعة بالمنظار العصبي متبوعًا بالعلاج الكيميائي والإشعاعي.

## النتائج
تعد كل من درجة الاستئصال ودرجة الورم من المتغيرات الإنذارية الأولية في أورام الضفيرة المشيمية. وفقًا لمصادر عديدة، يُتوقع أن تكون النتيجة الأفضل لصالح مرضى الأورام الحليمية في الضفيرة المشيمية التي استُؤصلت بالكامل، إذ يبلغ معدل البقاء على قيد الحياة لمدة 10 سنوات 100% تقريبًا، بينما يبلغ معدل البقاء على قيد الحياة لمدة 5 سنوات لمرضى سرطانة الضفيرة المشيمية بعد الاستئصال الكلي أو الجزئي 58% و20% على التوالي.